# Adrienne Ames
Pour les articles homonymes, voir Ames (homonymie).
Adrienne Ames est une actrice américaine née le 3 août 1907 à Fort Worth et morte d'un cancer le 31 mai 1947.

## Vie privée
Elle fut un temps marié à l'acteur Bruce Cabot.
De son premier mariage, elle a une fille Barbara.

## Filmographie sélective
- 1931 : Le Chemin du divorce
- 1931 : Vingt-quatre Heures : Ruby Wintryingham
- 1931 : Girls About Town : Anne
- 1931 : Husband's Holiday : Myrtle
- 1932 : Sinners in the Sun : Claire Kinkaid
- 1932 : Non coupable : Vera Marsh

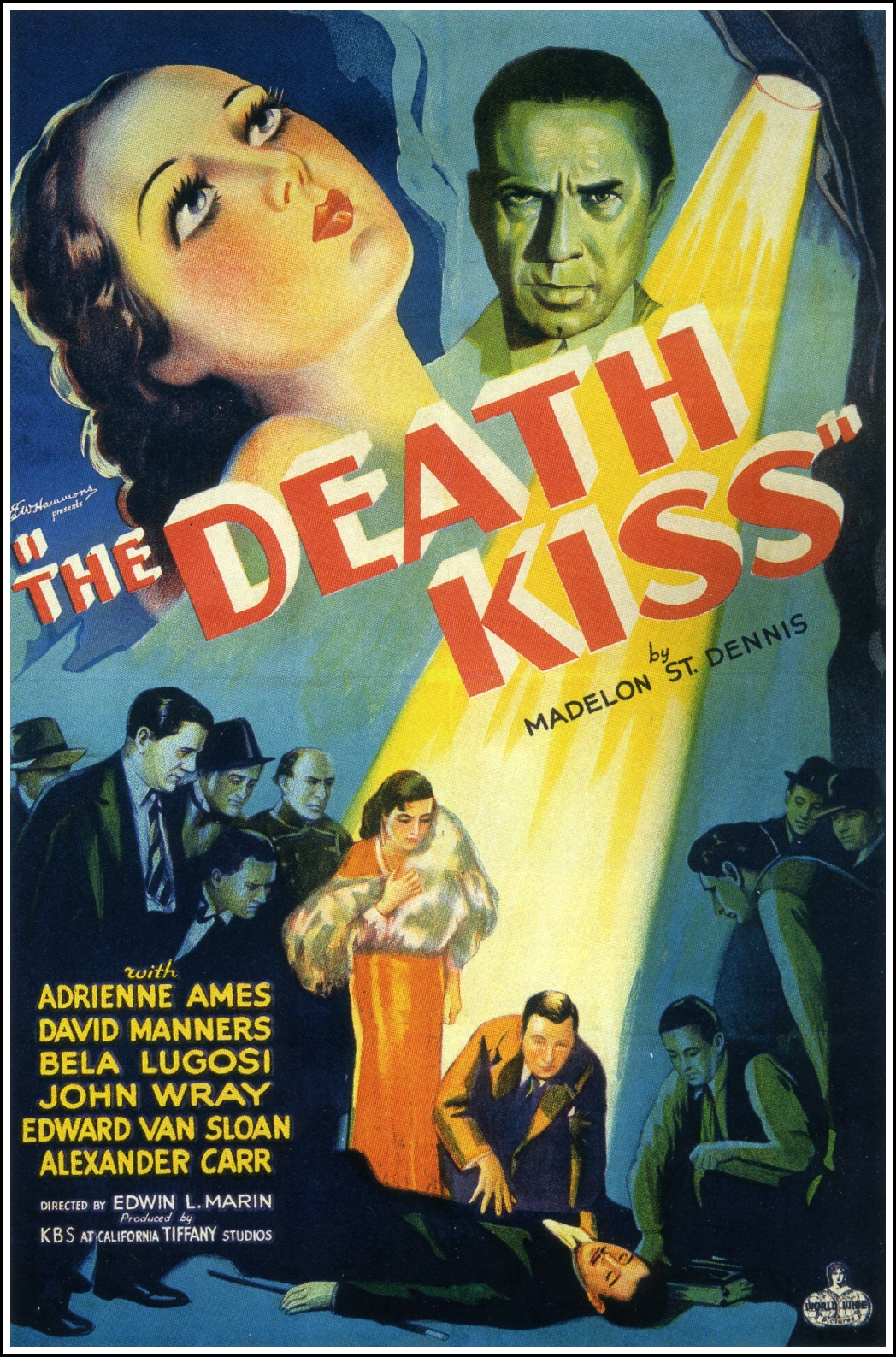
Afiche du film The Death Kiss (1932).

- 1932 : The Death Kiss : Marcia Lane
- 1933 : From Hell to Heaven d'Erle C. Kenton : Joan Burt
- 1933 : Mystérieux Week-end : Aileen
- 1933 : Monsieur Bébé (A Bedtime Story) de Norman Taurog : Paulette
- 1933 : Disgraced! : Julia Thorndyke
- 1933 : The Avenger : Ruth Knowles
- 1934 : George White's Scandals de Thornton Freeland, Harry Lachman et George White : Barbara Loraine
- 1934 : Dollars et Whisky : Princess Lescaboura
- 1935 : Gigolette (film, 1935) (en) : Kay Parrish
- 1935 : Black Sheep : Mrs. Millicent Caldwell Bath
- 1935 : L'Évadée (Woman Wanted) de George B. Seitz  : Betty Randolph
- 1935 : Le Sultan rouge : Therese Alder
- 1935 : Ladies Love Danger (en) de H. Bruce Humberstone : Adele Michel
- 1935 : Harmony Lane (en) de Joseph Santley : Jane McDowell
- 1938 : Sur la pente : Vivian Ross
- 1938 : Slander House : Helen 'Mme. Helene' Smith
- 1939 : La Patrouille de Panama (en) (Panama Patrol) de Charles Lamont : Lia Maing
- 1939 : The Zero Hour : Susan